# Fürstlich Fürstenbergisches Archiv
Das Fürstlich Fürstenbergische Archiv ist das Privatarchiv der Fürsten zu Fürstenberg und eines der größten Adelsarchive.

## Geschichte

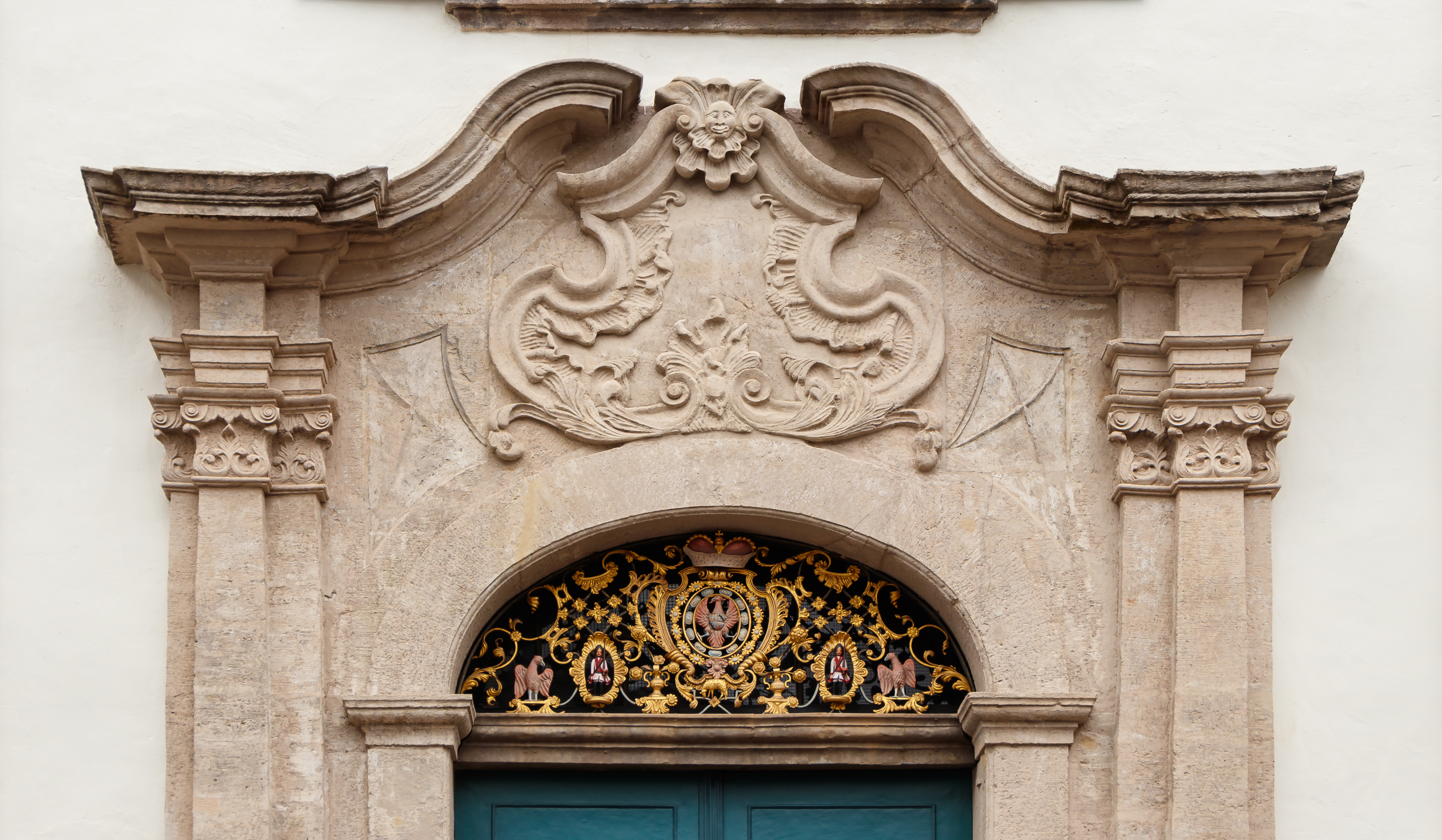
Supraporte über dem Portal am Archivbau

Der Archivbau wurde von 1756 bis 1763 unter der Bauleitung des fürstlichen Baudirektors Franz Joseph Salzmann in Donaueschingen errichtet und zählt neben der benachbarten Fürstlich Fürstenbergischen Hofbibliothek, der Fürstlich Fürstenbergischen Brauerei, dem Schloss Donaueschingen, dem Karlsbau mit den Fürstlich Fürstenbergischen Sammlungen, der Villa Dolly, der Fürstenbergischen Kammer sowie der Stadtkirche St. Johann (Donaueschingen) zum Residenzbereich des damaligen Dorfes und der heutigen Stadt Donaueschingen. Ungewöhnlich war es damals, das Archiv in einen separaten Bau unterzubringen. Alte Dokumente aus vorherigen Archiven, die oftmals in zweckfremden Bauten untergebracht waren, wurden nun nach Donaueschingen überführt. Es beinhaltet heute die Dokumente und Papiere aller fürstlicher Betriebe sowie private Schriftstücke und Nachlässe von fürstlichen Familienangehörigen. Seitdem 1723 durch Joseph Wilhelm Ernst Fürst zu Fürstenberg Donaueschingen Residenz des Fürstentums wurde, war auch ein Archivar angestellt. Bekannter Archivar, der aber nur etwa ein Jahr in Donaueschingen tätig gewesen ist, war Theodor von Liebenau, ein Enkel der Elisabeth zu Fürstenberg. Außerdem waren Sigmund von Riezler, Franz Ludwig von Baumann, Georg Tumbült und Karl Siegfried Bader und Aloys Schulte hier tätig. 
Heute befinden sich auch die Bände der ehemaligen Fürstlichen Hofbibliothek im Archivbau.